# 宜昌科技职业学院
宜昌科技职业学院，是位于中华人民共和国湖北省宜昌市的一所全日制公办高等職業學校。成立于2023年。以培养合格的應用型职业人才为主。

## 历史沿革
2023年5月，湖北省人民政府同意以湖北三峡技师学院为基础，设立专科层次的宜昌科技职业学院。
2023年9月16日，宜昌科技职业学院（湖北三峡技师学院）正式揭牌并举行宜昌科技职业学院开学典礼，宜昌科技职业学院院长周玉堂和宜昌市教育局副局长到场参加活动并发表致辞祝贺宜昌科技职业学院揭牌成功。

## 学术

### 院系设置
宜昌科技职业学院目前设有数字化设计与制造技术、智能机电技术、汽车检测与维修技术、融媒体技术与运营、大数据与会计、婴幼儿托育服务与管理6个专业，六个专业其中有诸如智能机电技术、大数据与会计等专业是国家的新型专业。2024年经湖北省人民政府批准，宜昌科技职业学院新开设了机械制造及自动化、计算机应用技术、人工智能技术应用、无人机应用技术、工业机器人技术、化工自动化技术、财税大数据应用、新能源汽车检测与维修技术8个专业。

### 教职人员
学院现有正高级教师4人，高级教师138人，湖北名师、湖北技能名师2人，湖北省技术能手25人，楚天技能名师9人，宜昌名师4人，研究生学历25人。